# Ricardo Ferrero
Ricardo José „Oso” Ferrero Porcarelli (ur. 5 kwietnia 1955 w Las Varillas, zm. 16 listopada 2015 w Rosario) – argentyński piłkarz występujący na pozycji bramkarza, w późniejszym czasie trener.

## Kariera klubowa
Ferrero jest wychowankiem klubu Rosario Central, do którego seniorskiej drużyny został włączony jako dwudziestolatek przez szkoleniowca Timoteo Griguola. W argentyńskiej Primera División zadebiutował 21 marca 1975 w przegranym 1:2 meczu z River Plate, jednak początkowo pozostawał rezerwowym dla podstawowego golkipera Carlosa Biasutto. Niebawem wywalczył sobie jednak miejsce w wyjściowej jedenastce i rolę pierwszego bramkarza pełnił przez większość swojej sześcioletniej gry w Central, rywalizując o miejsce między słupkami głównie z Héctorem Zeladą, lecz później także z Danielem Carnevalim. W 1979 roku został wypatrzony przez Panchito Hernándeza, łowcę talentów stołecznej meksykańskiej ekipy Club América, podczas jednej z jego wypraw skautowskich do Argentyny. Ostatecznie zdecydował się jednak ściągnąć do swojej drużyny Zeladę, dzięki czemu Ferrero pozostał w Central i w sezonie Nacional 1980 zdobył z nim tytuł mistrza kraju, będąc podstawowym golkiperem swojego zespołu.
Na początku 1981 roku Ferrero został piłkarzem meksykańskiego zespołu Cruz Azul z siedzibą w stołecznym mieście Meksyk, dokąd przybył jako następca swojego rodaka, uznawanego za klubową legendę Miguela Marína. W meksykańskiej Primera División zadebiutował 11 stycznia 1981 w zremisowanej 1:1 konfrontacji z Tolucą i z miejsca wywalczył sobie niepodważalne miejsce między słupkami, zostając czołowym golkiperem ligi. Już w swoim premierowym sezonie w Meksyku – 1980/1981 – zdobył z prowadzoną przez trenera Ignacio Trellesa ekipą Cruz Azul wicemistrzostwo kraju. Po niemal trzech latach spędzonych w tym klubie powrócił do ojczyzny, podpisując umowę z Ferro Carril Oeste ze stołecznego Buenos Aires. Tam podczas rozgrywek Nacional 1984 zanotował swoje drugie w karierze mistrzostwo Argentyny, a niedługo potem na krótko odszedł do Instituto de Córdoba. W późniejszym czasie reprezentował jeszcze barwy hiszpańskiego Racingu Santander i Argentino de Rosario, gdzie zakończył swoją piłkarską karierę.

## Kariera reprezentacyjna
W 1979 roku Ferrero został powołany przez selekcjonera Césara Luisa Menottiego na turniej Copa América. Tam nie wystąpił jednak w żadnym z trzech spotkań, pozostając jedynie rezerwowym dla Enrique Vidallé, zaś jego kadra zakończyła swój udział w rozgrywkach już w fazie grupowej.

## Kariera trenerska
Po zakończeniu kariery piłkarskiej Ferrero rozpoczął pracę w roli szkoleniowca, będąc między innymi trenerem bramkarzy w Club Atlético River Plate. W późniejszym czasie ponownie wyjechał do Meksyku, gdzie w latach 1997–2000 był asystentem swojego byłego kolegi klubowego Enrique Mezy w klubie Deportivo Toluca. W tej roli wywalczył trzy mistrzostwa kraju (sezony Verano 1998, Verano 1999, Verano 2000). W październiku 2000, kiedy Meza objął posadę selekcjonera reprezentacji Meksyku, Ferrero został pierwszym trenerem Toluki. W swoim debiucie jako szkoleniowiec, 14 października 2000, wygrał 4:3 w meczu ligowym z Atlasem. Na koniec swoich premierowych, jesiennych rozgrywek Invierno 2000 wywalczył z Tolucą tytuł wicemistrza Meksyku, ulegając w dwumeczu finałowym po rzutach karnych Morelii (1:3, 2:0, 4:5 k). Został zwolniony w lutym 2001, po tym, jak w ośmiu pierwszych kolejkach sezonu zdołał odnieść tylko jedno zwycięstwo.
W późniejszym czasie pracował jako skaut w klubie ze swojego rodzinnego miasta – drugoligowym Talleres de Córdoba. Zmarł w wieku 60 lat na zawał serca.